# 脑浊乐队
脑浊乐队（英語：Brain Failure），中国朋克摇滚乐队，成立于1997年。一定程度上受到了冲撞乐队、雷蒙斯乐队、腐臭乐队以及Dropkick Murphys和Social Distortion的影响。乐队立足于北京，也在欧美地区进行巡回演出。乐队于2014年3月宣布解散，但过后证实是作为主唱的肖容离队，乐队还将存在并于2014年5月30日发表单曲《再见乌托邦》，开启“后脑浊时代”。

## 成员
吉他/主唱：王囝 

鼓：许林

### 前成员
主唱兼吉他：肖容
贝斯：马继亮、施旭东、高阳、高宇峰
鼓手：李鹏

## 作品

### EP/单曲
《再见乌托邦》